# Hunky Dorys Park
Hunky Dorys Park – stadion piłkarski w Drogheda, w Irlandii. Obiekt może pomieścić 5400 widzów. Został otwarty w 1979 roku. Swoje spotkania rozgrywa na nim drużyna Drogheda United F.C.